# Квиллер-Куч, Артур
Артур Томас Квиллер-Куч, встречается написание Квиллер-Коуч, Квиллер-Кауч (англ. Arthur Thomas Quiller-Couch; 21 ноября 1863[…], Бодмин, Юго-Западная Англия — 12 мая 1944[…], Фои, Юго-Западная Англия) — британский писатель.
Окончил Тринити-колледж Оксфордского университета, непродолжительное время в конце 1880-х гг. преподавал там же, затем работал в Лондоне как журналист, а в 1891 году обосновался в Корнуолле, в городе Фой, где и провёл почти всю жизнь. С 1911 года и до конца жизни был председателем городского яхт-клуба. В то же время с 1912 года Квиллер-Куч был профессором английской литературы в Кембриджском университете.
Дебютировал в литературе на рубеже 1880—1890-х гг. серией приключенческих романов, близких к манере Роберта Льюиса Стивенсона, дописал также неоконченный роман Стивенсона «Сент-Ив». В дальнейшем написал целый ряд романов из истории Корнуолла, собранных в 1928 году в 30-томное собрание сочинений. Квиллер-Куч также опубликовал несколько стихотворных сборников, книгу французских сказок в собственном переводе, множество критических статей, подготовил академическое издание пьес Уильяма Шекспира. Наибольшее значение в наследии Квиллера-Куча имеет, однако, составленная им поэтическая антология — «Оксфордская книга английского стиха» (англ. Oxford Book of English Verse, 1250–1900), впервые изданная в 1900 году, а при переиздании дополненная материалами вплоть до 1918 года: эта книга оставалась стандартным собранием классической английской поэзии на протяжении более чем полувека.
Квиллер-Куч был дружен с Кеннетом Грэмом и, как считается, послужил прототипом для дядюшки Крысси из книги «Ветер в ивах». Дочь Квиллера-Куча Фой была подругой Дафны Дюморье.